# Instytut Ukraiński
Instytut Ukraiński (ukr. Український інститут) – państwowa agencja Ukrainy, która reprezentuje kulturę ukraińską i kształtuje pozytywny wizerunek Ukrainy w świecie.
Instytut został utworzony przez Gabinet Ministrów Ukrainy w 2017 roku i należy do wydziału kierownictwa Ministerstwa Spraw Zagranicznych Ukrainy. Pełnoprawną działalność rozpoczęła latem 2018 roku, po powołaniu Wołodymyra Szejko na stanowisko dyrektora agencji.

## Funkcje
Misją organizacji jest wzmacnianie podmiotowości międzynarodowej i krajowej Ukrainy poprzez możliwości dyplomacji kulturalnej.
Działalność instytutu ukraińskiego jest podzielona na sektory: kinematografia, muzyka, sztuki wizualne, literatura, sztuki performatywne, projekty i programy akademickie, projekty i programy wizerunkowe, rozwój dyplomacji kulturalnej i badań.

## Działalność
W 2019 roku instytut zrealizował 85 projektów, w tym Ukraiński Festiwal Muzyki Współczesnej w Nowym Jorku, Rok Kultury Austro-Ukraina 2019, prezentacje ukraińskojęzycznych audioprzewodników w muzeach na całym świecie, koncerty, wydarzenia networkingowe itp.